# 15 cm sFH 18
El 15 cm schwere Feldhaubitze 18 o sFH 18 (alemany: "obús de camp pesat, model 18"), sobrenomenat Immergrün (" Perenne "), va ser l'obús pesat a nivell de divisió de 149 mm durant la Segona Guerra Mundial, servint al costat del més petit però més nombrós 10,5 cm leFH 18. La seva mobilitat i camp de tir i l'eficàcia del seu proyectil de 44 quilograms la van convertir en l'arma més important de totes les divisions d'infanteria alemanyes. Es van produir un total de 6.756 exemplars.
Va substituir el disseny anterior, de l'època de la Primera Guerra Mundial, el sFH 13 de 15 cm, que l'equip de dissenyadors de Krupp - Rheinmetall del sFH 18 va considerar completament inadequat. L'sFH 18 tenia el doble de pes que el seu predecessor, tenia un augment de la velocitat de boca del quaranta per cent, un abast de tir màxim augmentat en 4,5 quilòmetres i un nou carro de canó dividit que augmentava dotze vegades el camp de tir. El desenvolupament secret de 1926–1930 va permetre a la indústria alemanya oferir un disseny sense problemes al començament del rearmament alemany el 1933. Va ser la primera arma d'artilleria equipada amb munició assistida per coets per augmentar l'abast. El sFH 18 també es va utilitzar en la peça d'artilleria autopropulsada schwere Panzerhaubitze 18/1 (més coneguda com a Hummel).
El sFH 18 va ser una de les tres principals armes de calibre 15 cm d'Alemanya, les altres eren el Kanone 18 de 15 cm, un canó pesat a nivell de cos d'exèrcit, i el sIG 33 de 15 cm, un canó d'infanteria de canó curt.

## Disseny i desenvolupament

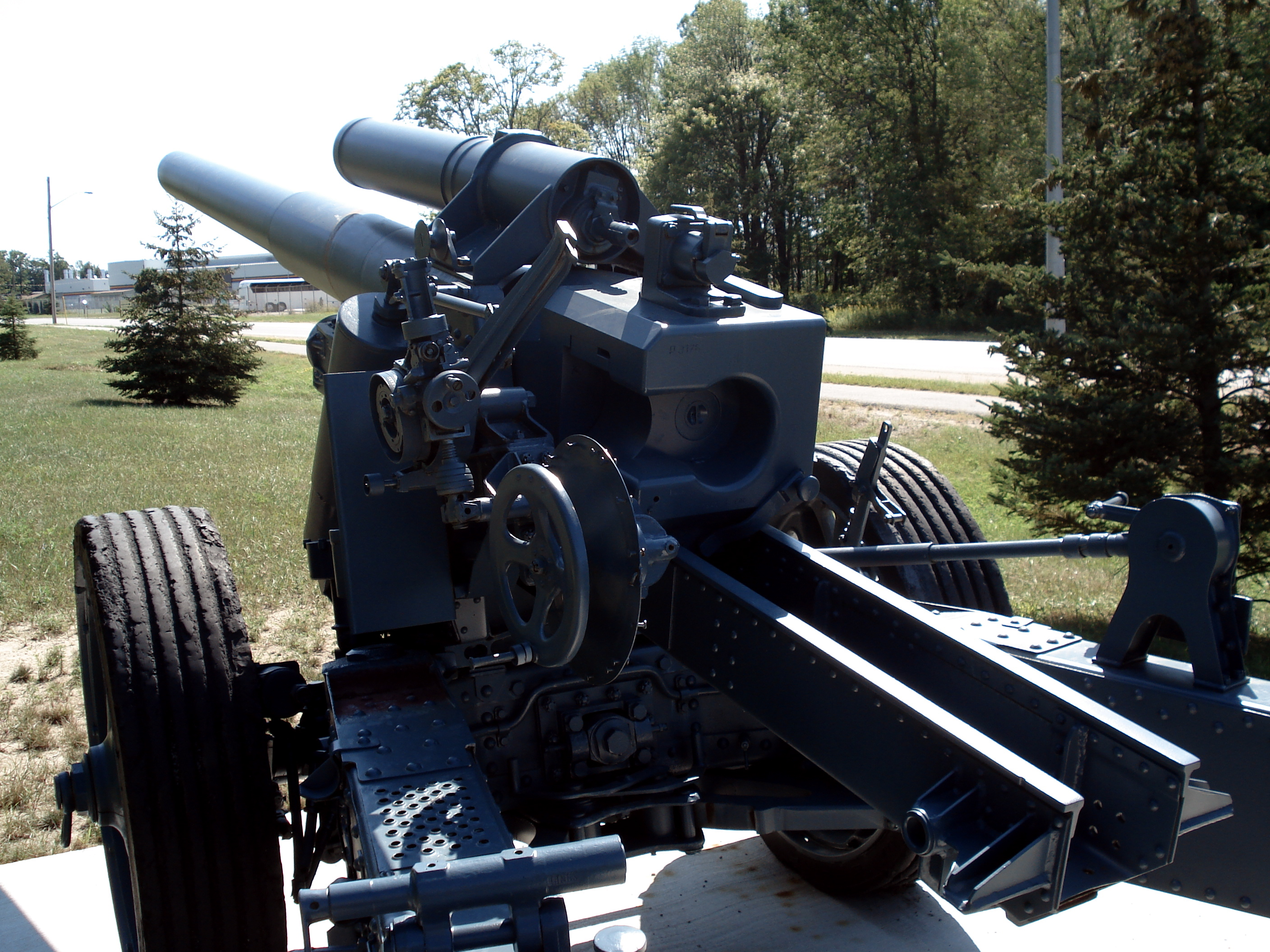
Part posterior de l'obús sFH 18 preservat a CFB Borden

El treball de desenvolupament de l'sFH 18 va començar el 1926 i l'arma estava llesta per a la producció el 1933. L'any del model, 18 per 1918, va ser un intent de camuflatge. L'arma es va originar amb un concurs entre Rheinmetall i Krupp, tots dos van presentar diversos dissenys que van ser considerats insatisfactoris per una raó o una altra. Al final, l'exèrcit va decidir que la solució era combinar les millors característiques d'ambdós dissenys, utilitzant el canó Rheinmetall en una curenya Krupp.
La curenya era un disseny estàndard amb potes de caixa. Les pales es portaven als costats de les cames que es podien muntar als extrems per obtenir més estabilitat. La curenya també es va utilitzar amb el canó 10 cm schwere Kanone 18. Com que l'obús estava dissenyat per ser remolcat amb un tir de cavalls, utilitzava un eix sense suspensió i pneumàtics de goma dura. Es va introduir un armó d'artilleria de dues rodes per poder-lo remolcar, però la manca de suspensió el va fer inadequat per remolcar-lo a gran velocitat.
L'arma es va introduir oficialment en servei el 23 de maig de 1935, i amb l'esclat de la guerra la Wehrmacht tenia uns 1.353 d'aquests canons en servei. La producció va continuar durant la guerra, arribant a un màxim de 2.295 canons el 1944. El 1944, l'obús costava 40.400 RM, 9 mesos i 5.500 hores-home de fabricació.

### Variants
Es van produir diverses versions del 15 cm sFH 18 bàsic
- El 15 cm sFH 36 era una versió amb uns 3.450 kg de pes que era un intent de millorar la mobilitat, però com que utilitzava diversos aliatges lleugers per aconseguir aquest estalvi es considerava massa costós continuar amb la producció.
- El 15 El cm sFH 40 va ser una altra versió millorada, amb un canó una mica més llarg i un nova curenya que era adequat per al remolc de vehicles i permetia que el canó tingués angles de tir més amplis i així millorar l'abast fins a 15.400 m. Tanmateix, aquesta versió era fins i tot més pesant que la sFH 18 (5,680 quilograms (12,520 lb)) i es va trobar que era massa difícil d'utilitzar al camp. Alguns d'aquests tubs de canó es van instal·lar posteriorment les curenyes de sFH 18 existents, creant el sFH 18/40 .
- Una altra modificació va ser l' sFH 18/43, que va canviar a una forrellat dividit que permetia l'ús de càrregues embolcallades en comptes d'exigir que els artillers posessin primer les càrregues a les carcasses.
- Va haver-hi dos intents més d'introduir un nova peça de 15 cm, el 15 cm sFH 43 i el 15 cm sFH 44, que no van avançar més enllà de l'etapa de maquetes de fusta.[6]

| Any               | Preguerra | 1939 | 1940 | 1941 | 1942 | 1943 | 1944  | 1945 | Total |
| ----------------- | --------- | ---- | ---- | ---- | ---- | ---- | ----- | ---- | ----- |
| Unitats produïdes | 1.353     | 190  | 580  | 516  | 636  | 785  | 2.295 | 401  | 6.756 |

## Ús en combat

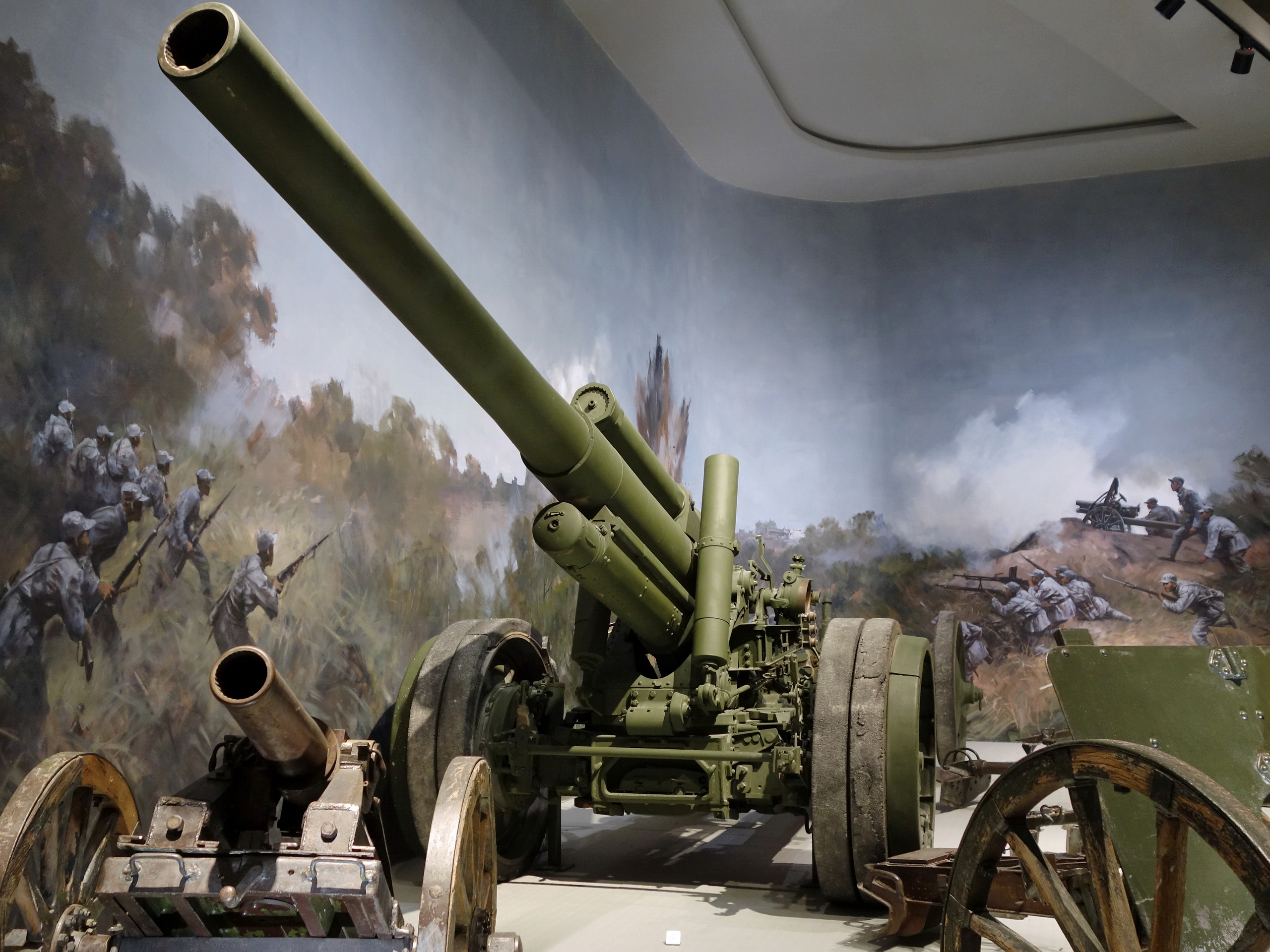
Rheinmetall FH-18 32/L al Museu Militar de la Revolució del Poble Xinès

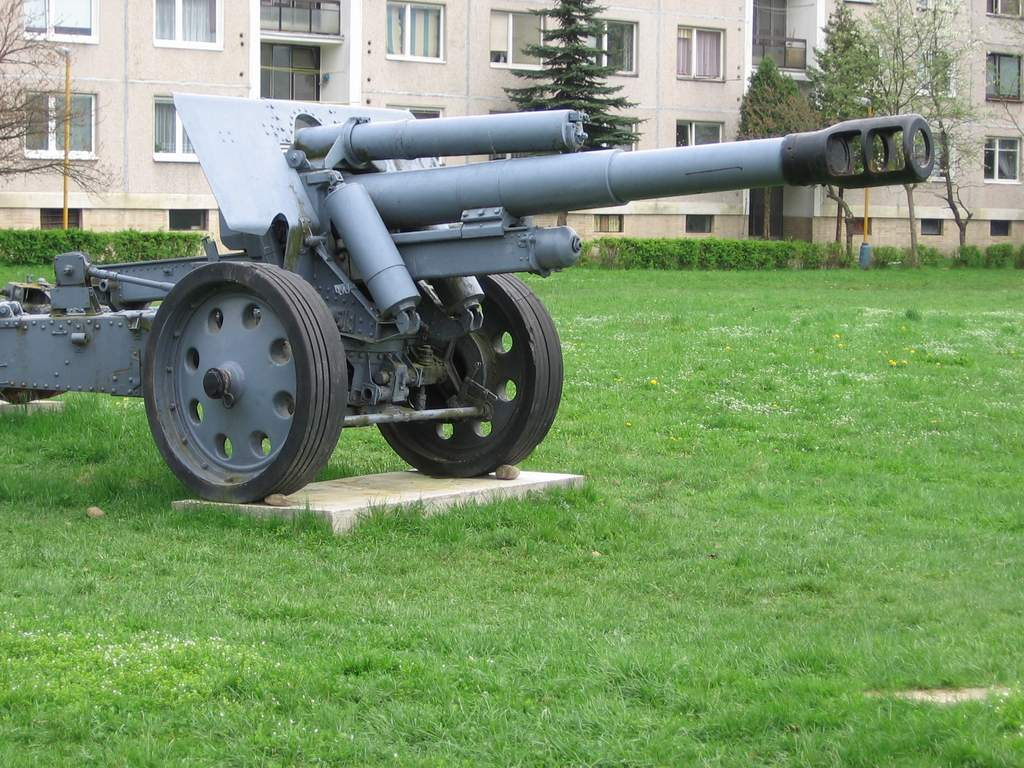
152 mm houfnice vz.18/47 al museu Svidnik

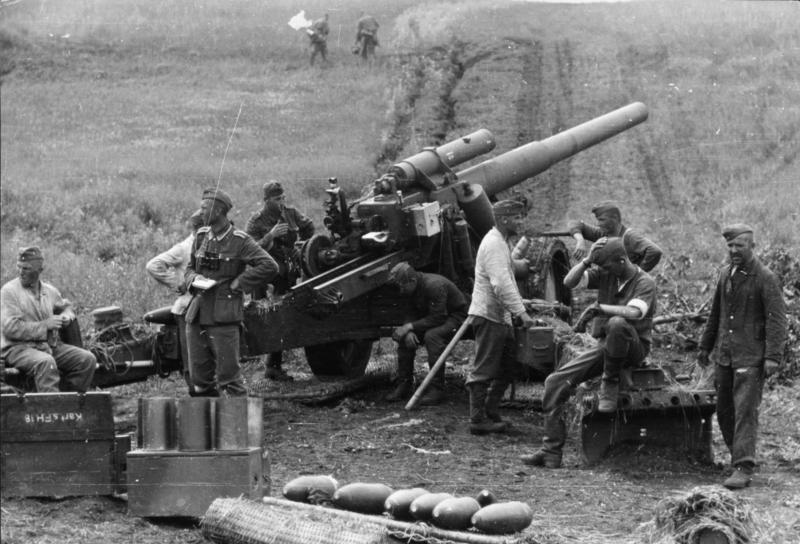
Forces alemanyes amb un obús sFH 18 de 15 cm al front oriental.

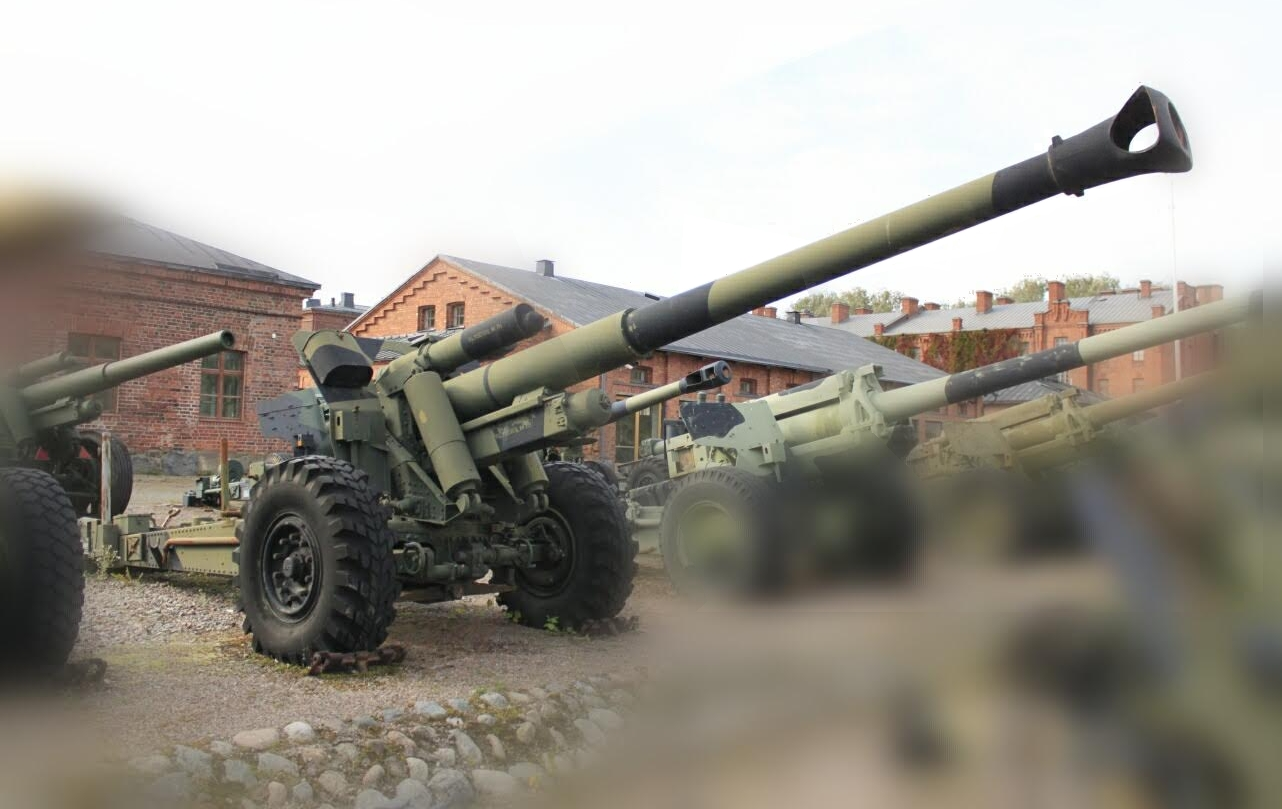
152 H 88 -40. Versió modernitzada finlandesa del 15 cm sFH 18.

Els primers combats del 15 cm sFH 18 van ser amb l'Exèrcit Nacional Revolucionari Xinès a la Segona Guerra Sino-Japonesa. Els xinesos tenien pocs canons d'artilleria i altres armes pesades, però les poques unitats del 15 cm sFH 18 que els xinesos tenien superaven irremeiablement als seus homòlegs japonesos, que eren principalment l'obús Tipus 38 de 15 cm i el Tipus 4 de 15 cm, obligant als japonesos a introduir l'obús Tipus 96 de 15 cm. Algunes peces anteriors (unes 24) de sFH18 a la Xina es van dissenyar especialment amb un canó de 32 calibres de longitud, conegut com a sFH18 32/L; l'abast màxim es va augmentar a 15 km.
Contra la Unió Soviètica, el sFH 18 no tenia l'abast del canó-obús ML-20 de 152 mm de l'Exèrcit Roig, el seu abast màxim de 17.300 metres li va permetre fer tir de contrabateria contra l'sFH 18 amb uns 4 quilòmetres d'avantatge. Això va provocar nombrosos esforços per introduir armes noves amb un rendiment encara millor que el ML-20, mentre que també es van dur a terme diversos experiments amb l'sFH 18 per millorar el seu abast. Aquests van portar a la versió sFH 18M amb un revestiment de canó extraïble i un fre de boca que permetia utilitzar una càrrega "especial 7" o 8 més gran. El 18M va augmentar l'abast fins als 15.100 metres, però es va trobar que els revestiments patien un desgast més gran i el sistema de retrocés no podia suportar l'augment de les càrregues malgrat el fre de boca. Això va portar a la introducció de la munició 15 cm R. Gr. 19 FES, que utilitzava una munició assistida per coets que podia arribar als 18.200 metres i donar-li un cert nivell de paritat amb el ML-20.
Diversos països van continuar desplegant el sFH 18 després de la guerra en gran nombre, incloent Txecoslovàquia, Portugal i molts països d'Amèrica del Sud i Amèrica Central. Finlàndia va comprar 48 sFH 18 obusos a Alemanya el 1940 i els va designar 150 H/40. Aquests canons es van modernitzar el 1988 com a 152 H 88 i van ser utilitzats per l'exèrcit finlandès fins al 2007.

## Versions
- 15 cm sFH 18 – versió estàndard
- 15 cm sFH 36 - versió alleugerida
- 15 cm sFH 18M: modificació de sFH-18 amb fre de boca i revestiment de canó reemplaçable
- 15 cm sFH 18/40 –tubs de canó sFH 40 en carros sFH 18
- 15 cm sFH 18/43: un desenvolupament sFH 18 per acceptar la càrrega de la bossa amb forrellat de bloc lliscant
- 15 cm sFH 18/32L - Versió xinesa (República de la Xina) amb canó més llarg i abast més llarg de 15 km
- 152 mm houfnice vz.18/47 - Modificació txeca de la postguerra amb un canó més curt que es va tornar a recalibrar a 152 mm i un fre de boca de doble deflector.
- 152 H 88 -40 - Modernització finlandesa amb un canó allargat de 152 mm i un fre de boca

## Operadors
- Albània – ús postguerra
- Bulgària – ús postguerra, anomenat D-30 "Krup" 150mm
- Taiwan
- Czechoslovakia – ús post guerra
- Finlàndia – 48 peces, anomenat 150 H/40
- Nazi Germany
- Itàlia – anomenat Cannone da 149/28
- Portugal Portugal – ús postguerra
- Unió Soviètica ús postguerra
- Espanya – 1937–39 i Divisió Blava
- Iugoslàvia – ús postguerra
- Indonesia – ús postguerra
- – República Popular Xina ús postguerra